# Sùng Nhơn
Sùng Nhơn là một xã thuộc huyện Đức Linh, tỉnh Bình Thuận, Việt Nam.

## Địa lý
Xã Sùng Nhơn nằm về phía bắc huyện Đức Linh, cách trung tâm huyện 15 km theo trục lộ ĐT. 766 và ĐH. Mê Pu–Đa Kai, có vị trí địa lý:
- Phía đông giáp xã Mê Pu
- Phía tây giáp xã Đa Kai
- Phía nam giáp thị trấn Võ Xu
- Phía bắc giáp tỉnh Lâm Đồng.

Xã Sùng Nhơn có diện tích 51,89 km², dân số năm 1999 là 7.576 người, mật độ dân số đạt 146 người/km².

## Hành chính
Xã Sùng Nhơn được chia thành 6 thôn: 1, 2, 3, 4, 5, 6.

## Lịch sử
Sau năm 1975, Sùng Nhơn là một xã thuộc huyện Đức Linh.
Ngày 13 tháng 3 năm 1979, Hội đồng Chính phủ ban hành Quyết định 104-CP về việc đổi tên xã Sùng Nhơn thành xã Đức Minh.
Năm 1990, Ban Tổ chức Chính phủ ban hành Quyết định 298/QĐ-TCCP về việc điều chỉnh địa giới xã Sùng Nhơn để thành lập xã Đa Kai.
Ngày 19 tháng 12 năm 2019, Hội đồng Nhân dân tỉnh Bình Thuận ban hành Nghị quyết 96/NQ-HĐND về việc sáp nhập thôn 6 và thôn 7 thành thôn 6.